# Kurt Furgler
Pour les articles homonymes, voir Furgler.
Kurt Furgler, né le 24 juin 1924 à Saint-Gall (originaire de Valens) et mort le 23 juillet 2008 à Saint-Gall, est un homme politique suisse membre du Parti démocrate-chrétien (PDC). 
Il a été membre du Conseil fédéral pendant quinze ans et a occupé à trois reprises la fonction de président de la Confédération, détenant ainsi la deuxième place de la longévité gouvernementale de l'après-guerre après celle de Max Petitpierre (1945-1961).

## Biographie

### Origines et jeunesse
Kurt Furgler naît le 24 juin 1924 à Saint-Gall, en Suisse orientale. Il est originaire de la localité de Valens (commune de Pfäfers), dans le même canton.
Il est le deuxième d'une famille de cinq enfants. Son père, Robert, dirige une manufacture de broderie qu'il doit fermer après la Première Guerre mondiale ; il suit une nouvelle formation de fiduciaire et réviseur à la Haute école de commerce et fonde par la suite l'assurance-vie des syndicats chrétiens-sociaux suisses. Sa mère est née Berty Cavigelli. 
À 18 ans, il fonde le club de handball du TSV St. Otmar Saint-Gall Handball dont il devient entraîneur et capitaine et qui obtient plusieurs fois la victoire en championnat et en coupe de Suisse. 

### Études et parcours professionnel
Au niveau scolaire, il obtient sa maturité au gymnase cantonal de sa ville natale puis étudie à l'université de Fribourg où il obtient son doctorat en droit en 1948 après quelques semestres passés à l'université de Zurich et à l'Institut de hautes études internationales de Genève où il rédige une grande partie de sa thèse intitulée Problèmes fondamentaux de la responsabilité des États en matière de droit des gens.
Une année plus tard, il obtient sa patente d'avocat et de notaire puis ouvre sa propre étude et pratique le barreau à Saint-Gall à partir de 1950.

### Parcours politique
Il devient en 1950 secrétaire du Parti chrétien-social saint-gallois, l'aile progressiste du PDC.

#### Parlementaire
Élu au Conseil national après l'élection de son collègue Thomas Holenstein au Conseil fédéral en 1954, il sera réélu cinq fois à son poste tout en siégeant également au Grand Conseil saint-gallois de 1957 à 1960. Au parlement fédéral, il s'intéresse notamment à la jurisprudence et à la politique extérieure. Président du groupe parlementaire conservateur chrétien-social (actuel PDC) de 1963 à 1971, il s'illustre en présidant la commission d'enquête parlementaire sur l'affaire des Mirages à l'été 1964 qui aboutit à la réorganisation du Département militaire ainsi qu'au renforcement du contrôle parlementaire.
À la suite de certaines de ses propositions, le droit fédéral est réuni en un recueil systématique et le Corps suisse d'aide en cas de catastrophe créé. Sentant l'importance de la construction européenne pour la Suisse, il prêche pour une politique de rapprochement dans un discours prononcé le 9 décembre 1968, où il critique sévèrement l'absence de vision du Conseil fédéral, tout en faisant partie de la délégation suisse à l'Assemblée parlementaire du Conseil de l'Europe entre 1967 et 1971.

#### Conseiller fédéral

##### Justice et Police
À l'occasion de la démission du conseiller fédéral Ludwig von Moos, Kurt Furgler est désigné par le groupe parlementaire du PDC comme son candidat le 13 septembre 1971. Il est élu conseiller fédéral le 8 décembre, par 125 voix reçues dès le premier tour, et prend la tête du département de Justice et Police le 1er janvier 1972, devenant le cinquième Saint-Gallois à entrer au gouvernement et le 83e conseiller fédéral de l'histoire.
Rapidement, il assouplit l'interdiction de prendre la parole pour des étrangers et fait appliquer avec moins de rigueur la saisie des écrits politiques et érotiques aux frontières. Durant son mandat de onze ans, son activité législative vise à adapter le système fédéral aux exigences de rationalisation et de transparence, en redéfinissant les tâches de la Confédération et des cantons, mais se heurte à l'opposition des libéraux fédéralistes. Ainsi, son projet de loi sur l'aménagement du territoire est repoussé par le peuple en 1976 tout comme un projet de police fédérale de sécurité combattu également par la gauche en 1978. Président d'une commission d'experts, celle-ci propose une révision totale de la constitution à la fin 1977 mais se heurte à nouveau aux fédéralistes. Au nombre de ses succès figurent la révision du droit de la famille, l'article constitutionnel sur l'égalité entre hommes et femmes approuvée par le peuple le 14 juin 1981 ainsi que le nouveau droit matrimonial, le 22 décembre 1985, faisant des deux époux des partenaires égaux.
Profondément catholique, il refuse de défendre devant le parlement un projet de libéralisation du droit pénal en matière d'avortement, en 1974, en invoquant la clause de conscience. Il combat avec succès les troisième et quatrième initiatives « contre l'emprise étrangère » en 1974 et 1977 mais fait toutefois voter en 1973 par le parlement la Lex Furgler visant à limiter voire empêcher la vente de biens immobiliers suisses à des étrangers,. Dans le même cadre, il se fait l'artisan de réformes visant à stabiliser le nombre de travailleurs étrangers, à contrôler l'asile tout en facilitant l'acquisition de la nationalité suisse.
Il s'investit dans le même temps, en particulier en Suisse alémanique, en faveur de la ratification par le peuple suisse de la création du canton du Jura (votation populaire du 24 septembre 1978). En septembre 1982, il contribue à dénouer la prise d'otages à l'ambassade de Pologne en prenant la tête de l'état-major de crise et en se montrant intransigeant à l'égard des ravisseurs.

##### Économie publique
À la tête du département de l'Économie publique du 1er janvier 1983 à sa démission du gouvernement survenue le 31 décembre 1986, il y préconise en vain une garantie des risques à l'innovation destinée à encourager la compétitivité de l'économie suisse et relance la Surveillance des prix. Au niveau international, il signe la Déclaration de Luxembourg, dans laquelle l'AELE et la CEE expriment leur volonté d'une collaboration dépassant le simple cadre du libre-échange, et participe aux travaux de l'OCDE, de la CNUCED et du GATT.
Président de la Confédération suisse en 1977, 1981 et 1985, il accueille durant sa dernière présidence Mikhaïl Gorbatchev et Ronald Reagan à Genève lors d'un sommet américano-soviétique sur le désarmement nucléaire tenu en novembre 1985.

### Retraite
Après sa démission du Conseil fédéral effective le 31 décembre 1986, Kurt Furgler est membre de plusieurs conseils d'administration, président de la Fondation pour l'aide sportive suisse et vice-président du Club de Rome dont il restera membre honoraire jusqu'à sa mort. Docteur honoris causa de l'Université de Boston et de l'École des hautes études de sciences économiques et sociales de Saint-Gall, il reçoit le Prix Robert Schuman en 1989 pour son action en faveur de l'unification de l'Europe. Nommé membre d'honneur du Comité international olympique en 2000, il devient membre de ses commissions d'éthique et des candidatures. Passant pour être doué « d'une vive intelligence, d'une énergie peu commune et d'une éloquence exceptionnelle », il milite en 2002 pour une présence accrue de la Suisse sur la scène internationale. En compagnie de quatre anciens conseillers fédéraux, il assume la coprésidence d'un comité de seniors en faveur de l'adhésion de la Suisse à l'ONU.

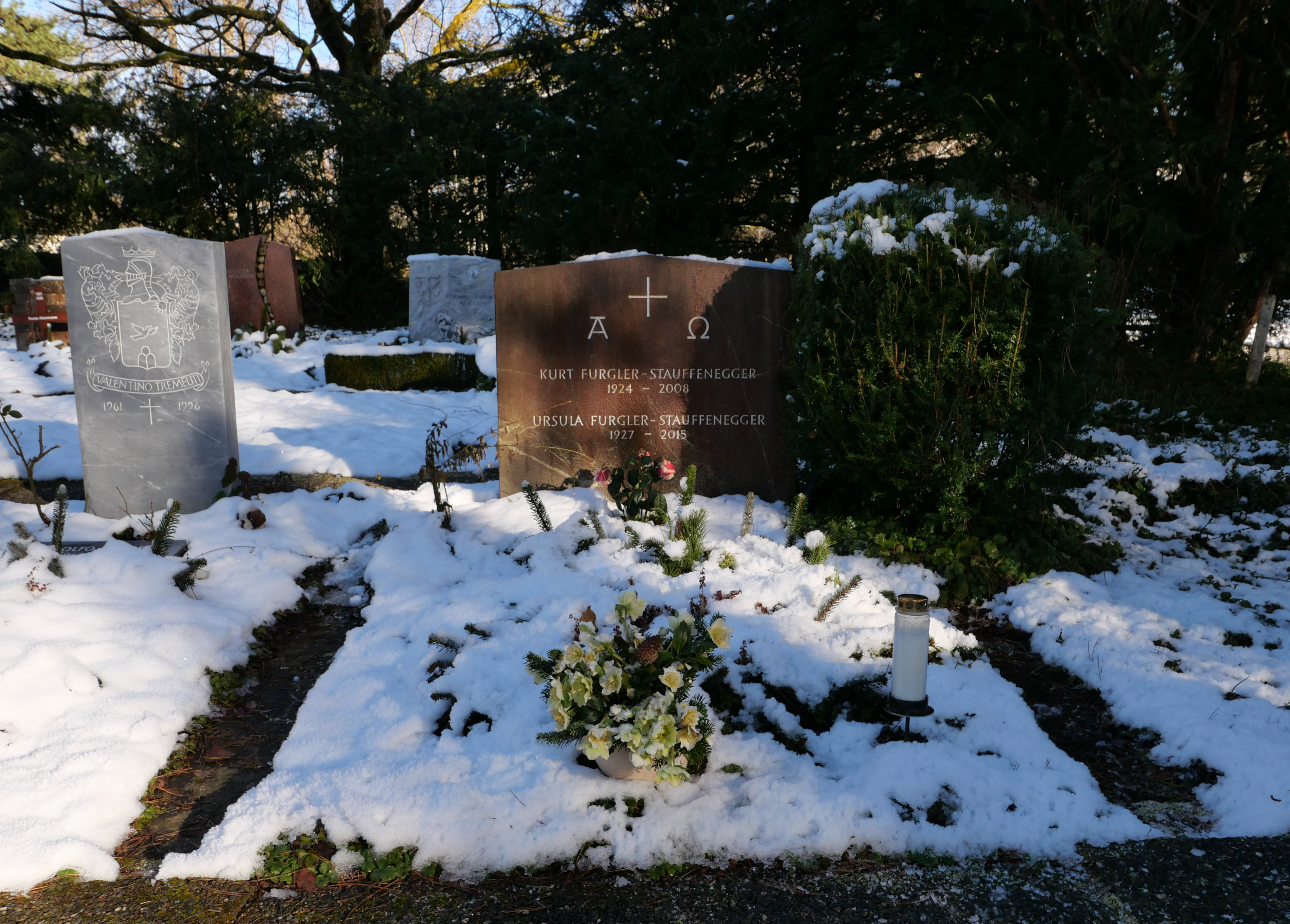
Vue de la sépulture en 2025.

Marié en 1950 à Ursula Stauffenegger (1927-2015), fille d'un fabricant de textiles, il a quatre filles et deux garçons,. 
Il meurt le 23 juillet 2008 dans sa ville natale. Ses funérailles ont lieu le 29 juillet en la cathédrale de Saint-Gall en présence de nombreux anciens conseillers fédéraux. Il a été enterré à l'Ostfriedhof de Saint-Gall.